# Zandhoven
Zandhoven è un comune belga di 12 262 abitanti nelle Fiandre (Provincia di Anversa).

## Suddivisioni
Il comune è costituito dai seguenti distretti:
- Zandhoven
- Massenhoven
- Viersel
- Pulderbos
- Pulle